# Дубова (Жмеринський район)
Ду́бова — село в Україні, у Жмеринській міській громаді Жмеринського району Вінницької області.

## Історія
Дубова вперше згадується в 1530 р. у документах Хмельницького повіту. Вона разом з 15 іншими селами сплачувала податок на побудову нового замку в Хмільнику. Згадуються в цьому тарифі ним сусідні села: Віниківці, Лисогірці, Курилівці. Можна вважати, що Дубова на 3-10 років заснована раніше.
Всі новозасновані села в той час звільнялись від оподаткування на цей термін. В ілюстрації Хмельницького старостатства 1570 р.записано, що володар с. Вініковці показав ревізорам довідку 1447 р., згідно з якою каменецький каштелян Теодоріх Бугацький пожалував вінікковецький наділ Прокопу Дубнику з Києва.
Звичайною справою того часу було присвоєння прізвища володаря зановоутвореному наділу.
Тому, можлино, Прокіп Дубенюк заклав основи заснування с. Дубова десь у середині чи другій половині XV ст.
У 1552 році з'явилось село Головченці, а с. Вівсяники — в 1565 р. В пустині Ромена виникають Петрані в 1563 р.
Про старовинність с. Дубова свідчить городище, яке розташоване за кілометр від неї, праворуч дороги, що йде до Багриновець в урочищі «Окопани». Городище займало площу понад 5 га.
Його довжина 240 м, форма чотирикутна. Городище обнесено ровом. Вхід в нього з правого боку.
Автор вважає, що його існування відноситься до XIII ст., у період існування Болоховської землі. Після зникнення татарського Поділля відпала необхідність у таких захисних пунктах.
Місцеві жителі використовували городища як укріплення при загрозі нападу кримських татар (1438 р.) і турків. В XIV—XVI ст. Велике Князівство Литовське, Річ Посполита для захисту своїх земель будували могутні замки. У відновленні одного з них у Хмільнику в 1530—1542 рр. брали участь жителі с. Дубова. В реєстрі сплати податей Подольського воєводства 1493 р. значиться: в Багринівцях — 11 димів, Курилівцях — 9, у Новоселиці і Почапинцях — по 6, у Микулинцях — 2 дима.
Число господарств в Дубові, за реєстром 1565 р., значиться: 4 плуги. Вчені вважають., що плуг чи дим належали двом селянським сім'ям по п'ять душ в кожній сім'ї (XVI ст.) Це не зовсім точні дані, але з них автор робить висновок, що в 1656 р. в с. Дубова проживало до 50 чол. В цій люстрації вказані імена 23 дубівчан. Певно, це прізвища голів невеликих сімей, що утворюють 4 слуга (двори), автор подає прізвища 8 осідлих селян. Може, хто упізнає своїх родичів з люстрації 1565 р.:
Гречка, Лупіниха, Войничка, Савка, Роман, Шенко, Міхнов, Артем. 6 вільних: Тихно, Лазар, Васко, Климашко, Бучай, Федор Лишнипіин, Спікер.
7 новосільних: Демко, Василь Лисніч, Сербка, вдова Стойчиха, Ликита, Іван Горілко, Іван Воінчик.
У XVII ст., за твердженням М. С. Грушевського, велике спустошення в нашому краї спричинили польські, татарські та козацькі загони.
В серпні 1651 р. один із козацьких загонів, який очолив Олександренко, облаштувався в Дубові. Тут козаки використовували панський хліб, що був на токах, ловили і знищували поляків.
Через 10 років, у 1661 р., було проведено перепис димів (домів) в Подільському воєводстві, сіл Дубова і Вівсяники у реєстрі немає.
В Головченцях — 5 димів, Васютинцях — 1 дим. У переписі 1668 р., по Летичівському повіті с. Дубова теж немає. Оточуючі її села записані так: с. Сербинівці давно спустошено, на його місці утворився простір. Села Лопатинці і Петрані зовсім спустошені, тільки в с. Головченці залишився 1 дим.
З 1672 р. по 1699 роки, тобто 27 років, село перебувало під окупацією Туреччини. Історики пишуть про цей період скупо, посилаючись на відсутність перших джерел. Із тих документів, що збереглися, видно, що турки збирались залишитись надовго, вживали заходів по затриманню населення на цій землі: вони будували дороги, вирощували сади. В період міжцарів'я і шведської війни Правобережна Україна перейшла тимчасово до Росії.
Але після Прусської осади (1711 р.) Петро І змушений був її повернути Польщі. В цей час поміщики запрошують на свої землі нових поселенців, даруючи їм нові привілеї, серед них — право вибору віросповідання, що сприяло переселенню нових людей. У 1731 р. була освячена новозбудована трикуполова церква на честь великомученика Дмитра Солуцького.
За 1739 р. прихожі піддані: кількість родин — 15 у них дітей — 36. Дідичі піддані: кількість родин — 25, у них дітей — 70; разом родин 40, у них дітей — 106.
Дубова нараховувалось 120 місцевих жителів, прибуло за 1710—1719 рр. дві сім ї, серед них поляків не було. В 1775 р. в селі проживала значна кількість людей і раховувалось 82 дима, у Вініківцях — 72, у Лисогірцях і Лопатинцях — по 62, у Петранях — 58. У 1795 р.
Поділля остаточно приєднали до Російської імперії. Селяни страждали від кріпосного права, війн, хвороб і голоду. В 1792 р. Катерина II дарує Хмельницьке старостатство дійсне таємному раднику князю Безбородьку А. А., він будує в Дубові та інших селах цукрові заводи. У березні 1813 р. в Дубові розбійники пограбували сім'ю Івана Сала, спаливши його двір. Шляхта з урядниками приписала цей випадок рекрутам, що втекли, — У. Кармалюку і Д. Хрону. У березні 1822 р. жителі Дубової М. Хорей, Федько і Юсько Панькові дали свідчення про Кармалюка, що вони не знають про те, що він займався грабунком. Не підтвердили звинувачення також мстителі й інших сіл.
Іван Сало жив на хуторі.
Хутір придбав його батько, коли був старостою села. Син зайнявся лихварства. Не було в селі родини, яка не заборгувала. Іван. В борг давав щедро, але брав великі проценти. Орендував млин, корчму, у його руках було все візникування. На початку XIX ст. села Дубова і Багринівці належами графу Крушельову, адміралу флоту.
На 1820 рік він мав тут 363 кріпосних селян. У 1874 р. в хаті дяка, напевне, у цей час ним був Тіт Вербицький. відкрили церковно-приходську школу. Тоді в село проживало 731 чоловіків і 692 жінки, із них — 52 євреї.
У 1906 р. в Дубові було 306 дворів, 1575 жителів із них: дітей шкільного віку — 158, у школі навчалось 35 хлопчиків і одна дівчинка, а закінчили школу лише 3 хлопці. Школа мала своє приміщення із дерев'яними стінами, замащеними глиною, покритим солом'яним дахом. Освіта місцевого вчителя — двокласна школа.
Діти навчалися групами — по 60 учнів. Вони утримувалися за кошти, що збиралися на освіту. Учитель отримував зарплатню у 360 карбованців на рік.
У 1919 р. в селі було два однокласних училища духовного відомства. Одне із училищ закінчили священник Василій Ляхамський, вчитель Євгенія Костянтинівна Кушнирова. Дарія Іванівна Зелениця закінчила друге Дубівське училище. Вчителі немало робили, що причепити дітям повагу до сільської праці і оточуючої природи.
В липні 1914 р. імператор Всеросійський оголосив війну і загальну мобілізацію. В цей період загинуло чимало дубівчан.
«Подільські відомості» 1915—1916 рр.: Крупський Петро Тимофійович — стрілець, поранений 29 серпня, Степчук Христофор Дмитрович — стрілець, поранений 28 серпня, Кузьмов Федір молодший — стрілець, поранений 30 серпня, Бевза Лаврентій -рядовий. Після цієї війни Дубова і оточуючі села потрапили в революційні події і громадянську війну, вони розпочали господарювати в період нової економічної політики. На цій землі вони створювали свою радянську історію.
Сьогодні кожен дубівчанин, хто не забув своїх рідних і односельців, може написати її самостійно. І варто це зробити, поки не пізно, через те, що в офіційній історії село Дубова залишається забутим людьми. Автор цитує запис про Дубову з «Історії міст і сіл Української РСР. Вінницька обл.»: «Дубова. Населення 1307 чол.
Село засновано в XVII ст. Його спалили монголо-татари. Жителі поселились у дрімучому дубовому лісі. Звідси і пішла назва села». Згідно з наведеними даними кількість населення с. Дубова зменшилась за 46 років — з 1924 по 1970 роки, — на 805 чоловік…

## Дубова в радянський період
У 1930 р. в селі організували Сільськогосподарська артіль. Головою обрали Сергія Микитовича Онищука. Всі роботи виконувалися кінно-ручним способом.
У 1936 р. артіль реорганізували в колгосп «Нове Життя». За високі показники у виробництві продукції бригадири Семен Кирилович Хорий та Костянтин Корнійович Нікітченко стали учасниками Московської виставки народного господарства.
Німецько-радянська війна зруйнувала господарство, Забрала життя 100 воїнів с. Дубова та 88 воїнів с. Лисогірки. Їх імена висічені на обеліску слави.
У 1950 р. відбулось укрупнення двох колгоспів: із «Нового життя» с. Дубова та ім. Фабріціуса с. Лисогірки утворили один і назвали його колгосп ім. Калініна. Новоутворене господарство мало 3123 с/г угідь в тому числі 2558 гектарів ріллі. В цих селах нараховувалося 812 дворів.
Із кожним роком збільшувалась кількість техніки, будувалися виробничі будівлі та житлові будинки колгоспників, змінювався облік сіл, покращувалося життя людей.
Колгосп обслуговувала Багринівська машинно-тракторна станція. У 1958 р. було ліквідовано машинно-тракторні станції (МТС) і колгосп викупив техніку.
Першим бригадиром тракторної бригади став Євген Васильович Рубан, якого після виходу на пенсію в 1980 р., замінив В. Рафа, механіком господарства працював Я. Рекечинський.
До 1962 р. головою колгоспу був Іван Миколайович Корнеев — інвалід війни. До нього після 1945 р. було більпіе 10 голів колгоспу. Часта їх зміна привела до того, що колгосп став самим відсталим господарством не тільки у Вінницькій об ласті, а і в республіці. Були запущені всі галузі виробництва, впала трудова дисципліна та віра людей у можливість ефективної праці і кращого життя. У лютому 1962 р. по рекомендації Д. П. Алексева, голови Літинського райвиконкому, бюро Літинського райкому партії головою колгоспу став С. І. Гордієць, член КПРС, 1932 р. народження спеціаліст сільського господарства. Він працював на цій посаді до 1978 р. Степан Гордієць пригадує: «Я знав, а перший секретар райкому А. Є. Рибаков не приховував, що колгосп ім. Калініна — найбільш розвалене і відстале господарство, але уявити те, що там було насправді, неможливо: техніка розбита, поля запущені, ферми розвалювалися, тварини на голодному раціоні доведені до стану схудлих. Зарплата не платилася роками. Борги по кредитах досягли 3-х млн крб. В тваринництві ручна праця досягла 100 %, а в рільництві — понад 50 %. Врожаї, — найнижчі в області, — 10-13 ц/га зернових, 85-100 ц/га буряка, низькі надої молока — 1000 літрів на корову, привіси худоби майже нульові».
До 1964 р. с. Дубова підпорядковувалось Літинському району Вінницької області. На прохання жителів, сільської Ради та правління колгоспу в 1964 р. Указом Президії Верховної Ради України село було підпорядковано Жмеринському району. Колгосп складався із 2 населених пунктів: с. Дубова та Лисогірка з відстанню між ними 10 км по бездоріжжю. Всього населення 2638 чоловік. Земельна площа 3979 гектарів. Наявність основних засобів виробництва становила 474,8 тис. крб. Не було доріг із твердим покриттям ні до Літина, ні до Жмеринки. Лисогірка не була електрифікована, а в Дубовій таку розкіш мали лише господарство і одна вулиця. Землі за фізичним складом — важкі суглинки, за хімічним — сіро-опідзолені. Поля пересічені долинами і горбами. Дуже слабка матеріально-технічна база.
Тваринницькі приміщення підлягали знесенню як аварійні. Тракторів — 16, автомашин — 7, зернових комбайнів — 7. Важкі ґрунти, їх горбистий рельєф, низька забезпеченість технічними засобами потребували багато коштів, кращої технічної забезпеченості, високої трудової дисципліни. Актив, правління працювали від зорі до зорі без вихідних. Колгосп мав свій радіовузол, який включався в роботу о 5 годині ранку. Голова колгоспу давав інформацію про зроблене і ставив нові завдання на наступний день.
Головним агрономом працював І. А. Голдинський — грамотний, відданий справі спеціаліст. Головним бухгалтером — А. К. Огринчук, головою сільської ради — Є. О. Власенко, потім — В. В. Лісницький. Секретарем партійної організації, бригадиром будівельної бригади — П. А. Кандирал, головним зоотехніком — В. В. Нікітченко, потім М. Я. Мельник, завідувачами ферм — Лиснюк, М. П. Васільченко, М. Л. Кирніцька. Бригадири: В. Ф. Салюк, П. Р. Мельник, В. І. Юрченко, В. Г. Огринчук, Т. К. Суханов. В активі були П. К. Фурманенко, П. Є. Власенко, І. Л. Власенко, О. Юрченко, Д. П. Васільченко, І. І. Прозоровський, А. Лісніцький, К. І. Бігас. збільшились грошові надходження: 1962 р. -274, 8 тис. крб. (продаж зерна — 9687 центнерів); 1977 р. — 1000000 крб. (продаж зерна — 17013 центнерів). Оплата праці: 1962 р. — 1 людинодень 0,68; 1977 р. — 3. З крб. Внесено органічних добрив: 1962 р. — 3 т на 1 га; 1977 р. — 9 т на 1 га.
Відповідно мінеральних добрив: 1962 р. — 0,45 т на 1 га; 1977 р. — 4,5 т на 1 га. Виросла продуктивність праці: у 1977 р. проти 1962 р. на 125 %.
Фондозабезпеченість на 1 середньопрацюючого: 1962 р. — 396 крб., 1977 р. — 4516 крб. Виконання завдань по продажу державі сільськогосподарської продукції: зерно 1962 р. —-9687 ц., 1977 р. — 17013 ц; цукровий буряк 1962 р. 32697 ц., 1977 р. — 60368 ц; овочі 1962 р. — 1034 ц., 1977 р. — 4180 ц; м'ясо 1962 р. — 449 ц., 1977 р- — 1370 ц; молоко 1962 р. — 2994 ц., 1977 р. 7360 ц; яйця 1962 р. — 28 тис. шт., 1977 р. — 66 тис. шт. ; вовна 1962 р. — 12 ц., 1977 р. — 23 ц; мед 1962 р. — 1,1 ц., 1977 р. — 9 ц. За період з 1962 р. по 1978 р. колгосп зазнав значних збитків через стихійні лиха.
В 1968 р. через захворювання на туберкульоз було ліквідовано 500 голів великої рогатої худоби, а в 1974 р. було ліквідоване все стадо (1200 голів) через захворювання на бруцельоз, у тому числі 547 голів корів. Все стадо пішло за ціною санітарного забою, майже безкоштовно. Це величезний непоправний збиток, страшний удар по економіці.
3 величезними зусиллями всього колгоспу, активу, людей уже в 1977 р. все стадо було поновлено і витрачено на цей захід 942 тис. крб. В наші роки це б привело б до повного розвалу господарства. В ті ж часи практикувалося державою списання боргів усім господарствам. Держава таким чином виправляла свою помилки в ставленні до сільського господарства. За період із 1962 р. по 1977 р. таке списання проводилося в два етапи. Але з вини обкому партії Дубовій списання не дозволяли, що сильно вдарило по економіці колгоспу, і тільки власними силами, самовідданою працею людей колгосп самотужки виходив із економічних бід.
У цей час держава всім господарствам надавала фінансову допомогу, а колгосп їм. Калініна цієї допомоги не отримував. Та незважаючи на всі ці негативні явища, господарство не здавало передових позицій у районі.
За період 1962—1977 рр. обидва населених пункти було електрифіковано та радіофіковано. В особистому користуванні колгоспників було 33 мотоцикли, 6 легкових машин, 232 телевізори. З наявних 812 житлові будинків — 610 перекрито шифером та бляхою, в обох селах працювали фельдшерсько-акушерські пункти, продовольчі та промислові магазини, пункти побуту, бібліотеки, школи, клуби. Більша частина населення придбала газові плити. Села з'єднали дорогою з твердим покриттям, були відкриті автобусні маршрути до Жмеринки та Вінниці. Колгоспники регулярно отримували зарплату в грошовому та натуральному вимірі.
Життя з кожним роком покращувалося, економічні показники зростали. Усьому цьому передувала історія. У 1871 р. в дяковій хаті була відкрита церковно-приходська школа на 158 учнів, вона працювала до 1906 р. В 1908 р. земство збудувало приміщення школи із цегли для двохкомплектного народного училища з 4-х річним терміном навчання, де працювало 2 вчителі, а священник вів Закон Божий.
У 1935 р. початкову школу реорганізовано в 7-річну, потім — у 8-річну, пізніше — в 9--річну. Були роки, коли в школі навчалося 200—250 дітей. В 1975 р. — 90 дітей. В 70-х роках правління колгоспу за свої кошти добудувало 3 класних кімнати. Діти стали навчатись в одну зміну.
Після пожежі колгосп відремонтував Верх І Перекрив шифером школу. Тривалий час працював директором школи А. С. Кипоренко — він користувався авторитетом у школі і селі, як і вчителі: П. Т. Ничипоренко, В. Я. Романовська, П. С. Юрчак, М. К. Юрчак, О. К. Спіцина, Г. П. Юрчак.
Директором школи працювали: Н. І. Блаженко, І. С. Шевченко, К. М. Мельник.
Серед випускників Дубівської школи педагогів 45, лікарів — 22, офіцерів Радянської Армії — 30, агрономів — 8, зоотехніків — 6.
Випускник школи Олег Петрович Кендирал загинув на війні в Афганістані.
В обох селах працювали клуби та бібліотеки. В с. Дубова завклубом працювала М. В. Ничепоренко, зав бібліотекою М. М. Гордієць.
Бібліотечний фонд налічував 27000 книжок та 1300 читачів. Завідувачі організовували культурно-масову роботу, працювали гуртки художньої самодіяльності. Організовувалися агітбригади, котрі виступали на полях та фермах. Це добре оцінювалось людьми, проведені заходи допомагали правлінню колгоспу вирішувати виробничі завдання. Проблемою колгоспу були виробничі приміщення, які на 100 % були до 1962 р. в аварійному стані. За період 1962—1978 рр.
збудовано основних виробничих об'єктів — 34, із них: ставок дзеркалом 134 га в с. Лисогірка, школу, клуб та контору, магазин, комору, 4 тваринницькі ферми, млин, кузню та інші об'єкти.
В с. Дубова збудовано дитячий садок, який був гордістю села, проведено водопровід протяжністю 2,5 км, електрифіковано два магаини, контору, котельню, 4 свинарники, 6 корівників, майстерню. У цей час вирішилося питання будівництва ставка та Будинку культури в с. Дубова. Було виготовлено проектну документацію, вирішено питання коштів та підрядних будівельних організацій. Господарство витратило на будівництво виробничих та соціально-культурних приміщень — 800 тис. крб., на будівництво доріг — 500 тис. крб., на електрифікацію — 250 тис. крб. Таким чином було створена міцна, потужна матеріально-технічна база, причому можна
було вже зайнятись економікою і покращувати життя людей.
В період з 1962 р. по 1978 р. господарство створило матеріально-технічну базу і приділяло максимум уваги покращенню добробуту людей, росту економіки, збільшенню виробництва сільськогосподарської продукції. Це був перший підйом і слава господарства.
Колгосп щорічно нагороджувався почесними грамотами обкому копартії, райкому компартії та районної Ради, отримував перехідний Червоний прапор. У 70-х роках був нагороджений пам'ятним Червоним прапором Міністерства сільського господарства СРСР та Укрпрофспілки УРСР, легковим автомобілем та грошовою премією за високі показники у вирощування сільськогосподарської продукції. В післявоєнний період ланкова Федора Захарівна Лиснюж за високі (500ц) врожаї цукрового буряка нагороджена орденом Леніна, а також Великою Золотою медаллю виставки досягнень народного господарства СРСР.
Голова колгоспу С. І. Гордієць нагороджений двома орденами Трудового Червоного прапора та орденом «Знаак Пошани».
Орденом Трудового Червоного прапора нагороджений комбайнер І. О. Грінченко, орденом «Знак Пошани» нагороджена ланкова М. 0. Грінченко, медалями «За трудову доблесть» нагороджено В. Кашпрука, Т. К. Суханова та багато інших. Це був період великого трудового піднесення, високих показників у виробництві сільськогосподарської продукції. За це колгосп постійно заносився на районну Дошку Пошани. Працьовиті люди завойовували славу колгоспу і селу.
В 70-х роках в передовій статті газети «Правда» колгосп ім. Калініна с. Дубова згадувався поряд з таким передовим господарством, як «Шляхова» Бершадського району.
Про колгосп Вінницьким обкомом партії, лекторською групою (Яковенко І. Л.) випущено декілька брошур. На базі господарства проводилися семінари з передового досвіду.
У 1978 р. С. І. Гордієць за сімейними обставинами був звільнений із посади. Головою колгоспу обрали В. О. Любуню. За два роки колгосп почав здавати позиції.
У 1980 р. Любуня захворів і помер. Головою колгоспу обрали І. А. Голдинського. В перші роки досягнуті раніше показники підтримувались, а потім поступово господарство почало занепадати. І в 1992 р. колгосп розділили на два господарства: «Нива» с. Дубова і «Поділля» с. Лисогірка.
В Лисогірці залишився головою колгоспу І. А. Голдинський, а в с. Дубова — Р. В. Суслик, головою сільської ради — В. І. Юрченко.
До 2001 р. господарство втратило раніше завойовані позиції по всіх показниках. Більша частина села перейшла в дочірне підприємство від Враїлівського цукрового заводу, директором призначено В. М. Нечипоренка, а незначна частина, до 50 чоловік, об'єдналася в товариство на чолі з В. О. Хорим. Господарство в останні роки ропродало худобу, техніку, поля не оброблялися, ферми розвалені, люди збідніли.
12 червня 2020 року, відповідно до Розпорядження Кабінету Міністрів України від № 707-р «Про визначення адміністративних центрів та затвердження територій територіальних громад Вінницької області», увійшло до складу Жмеринської міської громади.
19 липня 2020 року, в результаті адміністративно-територіальної реформи та ліквідації Жмеринського району, село увійшло до складу новоутвореного Жмеринського району.

## Джерело і посилання
- Михайло Антонюк «Через віхи історії» видавництво Вінниця"О.Власюк" — 2004 р. — ст. 333—349.
- Біньківський М. І., Овчарук М. М., Райчук М. М. «На перехресті шляхів і доль» видавництво Київ"ЕксОб" — 2002 р. — ст. 210—212.